# الحدود الإيرانية التركية

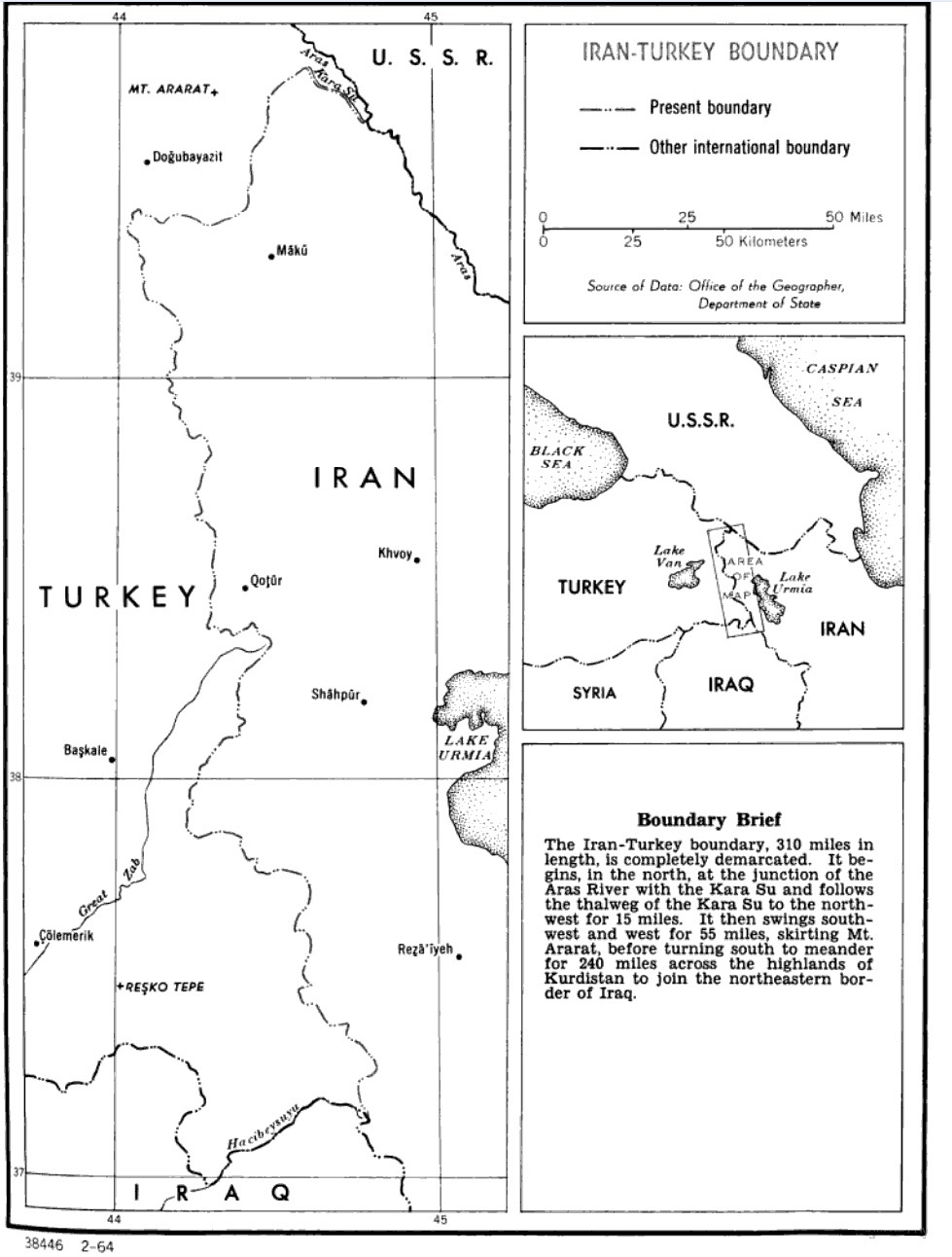
خريطة الحدود بين إيران وتركيا

الحدود الإيرانية التركية (بالفارسية: مرز ترکیه و ایران)؛ (بالتركية: ایران ترکیه سنوری)‏ هي حدود بطول 534 كم (332 م) تمتد من النقطة الثلاثية مع أذربيجان في الشمال إلى النقطة الثلاثية مع العراق في الجنوب.

## الوصف
تبدأ الحدود من الشمال عند نقطة ثلاثية مع جمهورية نخجوان الذاتية الأذربيجانية على نهر آراس ثم تنتقل الحدود إلى الشمال الغربي على طول نهر كاراسو جايي، مما يمنح تركيا جزءً صغيرًا من الأراضي التي تربطها بأذربيجان، ثم تتقدم الحدود جنوبًا نحو الغرب ثم جنوبًا عبر سلسلة من الخطوط البرية غير النظامية، وصولًا إلى النقطة الثلاثية العراقية. إن المنطقة الحدودية جبلية للغاية ويسكنها في الغالب كرد من الجانبين.

## التاريخ

### العصر العثماني (1500 - 1920 م)
احتلت الدولة العثمانية الكثير مما يُعرف الآن بالعراق من بلاد فارس الصفوية بعد الحرب العثمانية الصفوية (1532–1555) والتي انتهت بمعاهدة أماسيا، الذي تم بموجبها تأكيد الحكم العثماني للمنطقة. تم تأكيد السيطرة العثمانية على بلاد ما بين النهرين وشرق تركيا في أعقاب الحرب العثمانية الصفوية (1623-1639)، التي انتهت بمعاهدة زهاب. نصت معاهدة زهاب على أن الحدود بين الدولتين ستمتد بين جبال زاغروس ونهر دجلة، رغم عدم رسم خطوط دقيقة في ذلك الوقت.
وخلال الحرب العثمانية الهوتاكية (1722-1727) غزا العثمانيون إيران متحالفين مع روسيا، واستولوا على أجزاء كبيرة من شمال غرب إيران عبر معاهدة همدان. تبع ذلك حرب أخرى في أربعينيات القرن الثامن عشر انتهت بمعاهدة كردان عام 1746، والتي أعادت ترميم المقاطعات الغربية لإيران وأعادت تأكيد حدود زهاب عام 1639.
انتهت الحرب العثمانية القاجارية (1821-1823) بتوقيع معاهدة أرضروم الأولى، والتي أعادت تأكيد حدود زهاب عام 1639. ساعدت لجنة حدود، ضمت مسؤولين إيرانيين وعثمانيين وروسًا وبريطانيين، في ترسيم الحدود، مما أدى إلى معاهدة أرضروم الثانية لعام 1847 التي أكدت حدود 1639 مع بعض التعديلات الصغيرة. استأنفت لجنة الحدود الرباعية عملها في السنوات التالية، وبعد الكثير من العمل والجدل الخرائطي، تم إنتاج خريطة مفصلة في عام 1869. لقد تم إجراء بعض التعديلات الصغيرة بالقرب من قطور نتيجة لمعاهدة برلين (1878).
ومع عمل اللجنة، استمرت الخلافات المتعلقة بترتيب الحدود بدقة. اتفق العثمانيون وإيران على العمل على ترسيم أكثر دقة للحدود في عام 1911 بناءً على طلب من روسيا وبريطانيا، وكلاهما كان لهما تطلعات استعمارية في المنطقة. ومن نوفمبر 1913 إلى أكتوبر 1914، أسست لجنة الحدود لبروتوكول القسطنطينية، الذي قدم ترسيمًا مفصلًا للحدود بأكملها. ثم قامت لجنة الحدود المكونة من أربع دول بمسح الحدود على الأرض ورسمتها بأعمدة (باستثناء منطقة قطور التي ظلت محل نزاع)، وأنتجت سلسلة مفصلة من الخرائط التي تصور الحدود المؤكدة.

### حقبة ما بعد العثمانيين (1920م إلى الوقت الحاضر)
خلال الحرب العالمية الأولى، نجح تمرد عربي، بدعم بريطاني، في إخراج العثمانيين من معظم أنحاء الشرق الأوسط. ونتيجةً لاتفاقية سايكس بيكو الأنجلو-فرنسية السرية لعام 1916، سيطرت بريطانيا على الولايات العثمانية في الموصل وولاية بغداد والبصرة، والتي نظمتها في ولاية العراق عام 1920.
وبحلول عام 1920 قسمت معاهدة سيفر تركيا الأناضولية، مع تضمين المناطق الواقعة شمال ولاية الموصل ضمن دولة كردية مستقلة أو مستقلة. كان القوميون الأتراك غاضبين من المعاهدة، مما ساهم في اندلاع حرب الاستقلال التركية؛ أدى النجاح التركي في هذا الصراع إلى تقادم سيفر. وبموجب معاهدة لوزان لعام 1923، تم الاعتراف باستقلال تركيا وتم الاتفاق على تسوية إقليمية أكثر سخاءً، وإن كان ذلك على حساب تخلي تركيا رسميًا عن أي مطالبة بالأراضي العربية. في الشرق، تم الاحتفاظ بالحدود العثمانية الإيرانية السابقة، لتشكل الآن الحدود بين إيران والعراق، وكذلك إيران وجمهورية تركيا الجديدة.
في 9 أبريل 1929، تم التوقيع على معاهدة في أنقرة بين تركيا وإيران لترسيم حدودهما بشكل أكبر، جزئيًا ردًا على تمرد أرارات الكردي. ثم تم الانتهاء من ذلك في اتفاقية طهران لعام 1932، مما أدى إلى بعض التبادلات الصغيرة للأراضي بالقرب من أرارات الصغرى وباجرغة وقطور. ثم تم ترسيم الحدود وتم توقيع اتفاقية نهائية في طهران في 26 مايو 1937.
منذ عام 2017، بدأت تركيا في بناء حاجز على طول الحدود التركية الإيرانية بهدف منع عمليات العبور والتهريب غير القانونية. الجدار سيغطي 144 كم من الحدود. واعتبارًا من ديسمبر 2017، تم الانتهاء من نصف الحاجز الحدودي. وبحسب المسؤولين، كان من المفترض أن يتم الانتهاء من الجدار الحدودي بحلول ربيع 2019. فيما تبني اللجنة وطنية للإسكان الجدار في المحافظات إغدير وأغري. رحبت إيران ببناء الحاجز الحدودي.

## مستوطنات قرب الحدود

### إيران
- ماكو
- قطور
- مقاطعة تشالدران
- سلماس
- بردوك

### تركيا
- دوغبايزيد، أغري
- كابيكوي ، فان
- جوربولاك، أغري
- سراي وان
- Böğrüpek
- Atlılar
- Esendere، حكاري
- أراليك، إغدير

## المعابر
هناك ثلاثة معابر على طول الحدود، اثنان منها لحركة مرور المركبات وواحد لحركة مرور المركبات والسكك الحديدية. تعد جوربولاك، الأكثر ازدحامًا من بين الثلاثة، من بين أكثر نقاط التفتيش الحدودية ازدحامًا في العالم.[بحاجة لمصدر]
| نقطة التفتيش التركية | المحافظة  | نقطة التفتيش الإيرانية | المحافظة         | تاريخ الافتتاح              | الطريق في تركيا | الطريق في إيران | الحالة |
| -------------------- | --------- | ---------------------- | ---------------- | --------------------------- | --------------- | --------------- | ------ |
| جوربولاك             | أغري      | بازرغان                | أذربيجان الغربية | 4 سبتمبر 1953[بحاجة لمصدر]  |                 |                 | مفتوح  |
| كابيكوي              | سيارة نقل | رازي                   | أذربيجان الغربية | 16 أبريل 2011[بحاجة لمصدر]  |                 |                 | مفتوح  |
| Esendere             | هكاري     | سرو                    | أذربيجان الغربية | 15 سبتمبر 1964[بحاجة لمصدر] |                 |                 | مفتوح  |
| بوروالان             | إغدير     | غير متاح               | أذربيجان الغربية | 1 يناير 1985[بحاجة لمصدر]   |                 |                 | مغلق   |